# 12421 Zhenya
12421 Zhenya este un asteroid din centura principală de asteroizi.

## Descriere
12421 Zhenya este un asteroid din centura principală de asteroizi. A fost descoperit pe 16 octombrie 1995 la Zelenchukskaya Station de Timur V. Kryachko. Asteroidul prezintă o orbită caracterizată de o semiaxă mare de 2,45 ua, o excentricitate de 0,12 și o înclinație de 5,6° în raport cu ecliptica.